# Marcelo Delgado
Marcelo Delgado (24 de març de 1973) és un exfutbolista argentí.

## Selecció de l'Argentina
Va formar part de l'equip argentí a la Copa del Món de 1998.